# Club Sportivo Italiano
El Club Sportivo Italiano es un club deportivo argentino que tiene su sede en la ciudad de Buenos Aires, y su estadio se encuentra ubicado en Ciudad Evita, en la provincia de Buenos Aires. Actualmente se desempeña en la Primera B, tercera división del fútbol argentino para los clubes directamente afiliados a la AFA.

## Historia
En 1949 se disputó el primer campeonato de fútbol de la colectividad italiana en Argentina, que se consolidó por el interés que tuvo dicho torneo, y se transformó en un torneo oficial en 1952. El 7 de mayo de 1955 nació la Associazione del Calcio Italiano in Argentina (A.C.I.A.) en la que participaban veinticuatro equipos.
El 22 de noviembre de 1957, luego de cumplir con los requisitos formales, la institución obtiene la personalidad jurídica y establece su sede social en la Casa de Italia, ubicada en la Capital Federal.
En 1959 se afilió a la AFA y comenzó a disputar el torneo de Tercera de Ascenso con el nombre A.C.I.A. del cual obtuvo uno de sus apodos. Su primer partido fue el 4 de mayo de 1959 cuando en la vieja cancha de Justo José de Urquiza, en Caseros, se enfrenta con el equipo local, igualando 1-1.
El año siguiente a su afiliación, obtiene el ascenso a Primera C con la conquista del primer campeonato de su historia, con 28 victorias sobre 32 partidos disputados y solo 2 empates y 2 derrotas.
En 1962 gana el torneo de Primera C y asciende a Primera B, la segunda categoría del fútbol argentino en aquellos años. Al año siguiente, en 1963, la Municipalidad de la Ciudad de Buenos Aires le otorga terrenos en el Parque Almirante Brown.
En 1967 se clasifica tercero en su zona, lo que lo habilita para jugar el Campeonato Promocional, que se adjudica con 3 puntos de ventaja sobre su escolta. Este certamen no ponía en juego la posibilidad de ascender de categoría.
En 1968, a través de un decreto del intendente militar, pierde la concesión de los terrenos en Parque Almirante Brown que habían sido otorgados en 1963. Por este motivo, luego compró casi tres hectáreas en Bella Vista. Ese mismo año descendió de categoría.
En 1974 gana, por segunda vez, el torneo de Primera C y vuelve a segunda división. La campaña realizada en esta temporada fue excelente, totalizando 25 victorias, 10 empates y tan solo 3 derrotas en 38 partidos.
El 28 de mayo de 1978 en Buenos Aires, justo antes del inicio del Mundial de Fútbol 1978 en Argentina, el Deportivo italiano jugó un partido amistoso con Italia en el estadio Alberto J. Armando. Italia ganó 1 a 0
El 7 de julio de 1978 se fusionó con la Sociedad Italiana de Vicente López y pasó a denominarse oficial y jurídicamente Deportivo Italiano.
En la temporada 1979 de Primera B, Italiano estuvo muy cerca de jugar en primera división ya que finaliza en la segunda colocación con 49 unidades, solo una por detrás del campeón Tigre.
Entre los años 1980 a 1985 Italiano continua en la segunda división de ascenso, llegando a jugar la Liguilla en 1982 ante Gimnasia y Esgrima La Plata, en 1983 también llega al torneo reducido quedando afuera al caer ante Chacarita en semifinales.
En la temporada de 1986 el Deportivo Italiano realiza su mejor campaña en la Primera División B, ya que en la primera fase del torneo, finaliza en la segunda colocación detrás de Los Andes, producto de 6 victorias, 10 empates y solo 2 caídas. Esta campaña le permite al A.C.I.A disputar el torneo octagonal por el ascenso. En la primera ronda el Deportivo Italiano, vence a uno de los candidatos a adjudicarse dicho ascenso, Tigre. En semifinales vence por penales a Banfield y obtiene el derecho a jugar la final frente a Huracán. El primer cotejo se lleva a cabo en el estadio Arquitecto Ricardo Etcheverri, con triunfo para Italiano por 1-0. El desquite se desarrolló en el estadio José Amalfitani y finalizó con triunfo del "Globo" por 2 goles a 1, lo que desencadenó un tercer encuentro para definir la llave. Por eso el 24 de junio de 1986, nuevamente en el estadio José Amalfitani, se jugó el desempate que acabaría con una emocionante igualdad en 2 tantos. Dicho resultado llevó la definición a la tanda de penales, en la que el "Azzurro" triunfó por 4-2, adjudicándose una plaza en la élite del fútbol argentino y condenando al club de Parque Patricios a jugar en la Segunda división por primera vez en su historia.
La permanencia en Primera A dura solo una temporada, al cabo de la cual ocupó en último puesto y debió descender a la nueva categoría de ascenso, la 1.ª B. Nacional. En esa única sesión en el círculo superior ganó 6 partidos, empató 11 y perdió 21, con 29 goles a favor y 59 en contra y se destaca la victoria contra San Lorenzo de Almagro por 1-0 y las igualdades ante Racing Club y Boca Juniors por 1-1 y 0-0 respectivamente, ambas en condición de local.
Luego de su vuelta a la segunda categoría, Italiano realizaría buenos desempeños, a tal punto de disputar el reducido por el ascenso en 3 ocasiones (Campeonato 1988-89, 1989-90 y 1992-93) en los cuales llega dos veces a semifinales, cayendo con Quilmes y Gimnasia y Tiro de Salta y una a cuartos de final, perdiendo con Unión de Santa Fe.
En 1989 obtuvo un inmueble ubicado en Ciudad Evita, Buenos Aires, donde construyó cuatro canchas de fútbol, vestuarios y una sala de reunión. En el primer quinquenio de los '90s atravesó una crisis económica, por lo que vende el inmueble de Bella Vista para afrontar las deudas y juicios.
En la temporada 1994/95 el club retrocede por primera vez a Primera B Metropolitana, la tercera categoría del fútbol argentino desde 1986. Sin embargo, el equipo se recupera brillantemente y el año siguiente gana el Torneo Apertura y disputa la final unificadora con Almagro, campeón del Clausura. La victoria para el equipo azzurro llega en el tercer partido desempate en la cancha neutral de Platense. Con el triunfo, el Deportivo Italiano se convierte en Campeón de la temporada '95/96 de B Metropolitana y obtiene el ascenso directo al Nacional B.
En 1997, a pesar de que se embargaron todas las cuentas bancarias de la institución, comenzó la construcción del estadio.

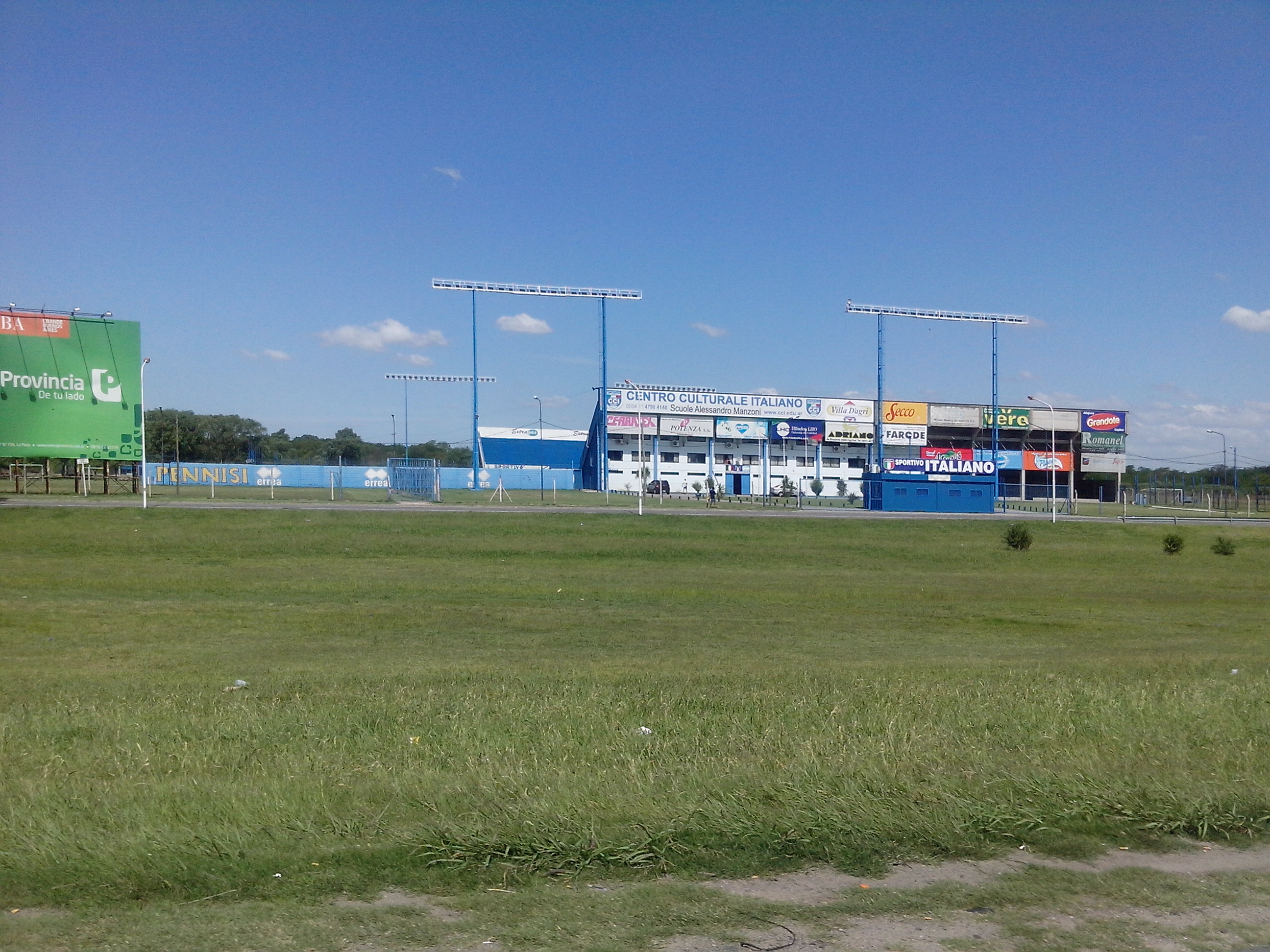
Vista del estadio desde la Autopista Ricchieri.

En la temporada 1997/98 desciende nuevamente a Primera B Metropolitana.
En el 2003, tras un pedido de los dirigentes a la Inspección General de Justicia, la institución comienza a llamarse “Club Sportivo Italiano”, nombre que mantiene hasta el día de hoy.
En el 2005, más precisamente el día 10 de octubre se inauguró el Estadio República de Italia, después de haber alquilado varios estadios para su localía. El mismo posee plateas y popular local, tribuna visitante, ocho cabinas de transmisión y palco de autoridades. Con una capacidad de 8000 espectadores. En su inauguración la capacidad quedó desbordada ocupando pasillos, escaleras, barandas, alambrado olímpico y todo espacio del estadio que permita su visibilidad llegando a 10 000 espectadores.
En el 2007 Sportivo Italiano, se encontraba comprometido con los promedios del descenso. Debido a esto la dirigencia refuerza convenientemente el plantel y contrata a Oscar Blanco como entrenador. En la temporada 2007-08, "El Tano" cumple con un desempeño muy bueno ocupando el tercer puesto en la tabla anual. De esta forma clasificó al reducido por el segundo ascenso y cae como local en la final ante Los Andes por 0-1.
Para la temporada 2008-09 el equipo mantiene su base y realiza un campeonato extraordinario, adjudicándose el título al ganarle a Flandria por 2-1 en su estadio, dos fechas antes de la culminación del torneo. En dicha campaña Italiano consigue 19 triunfos, 17 igualdades y 4 derrotas.
Ya en la Primera B Nacional, Italiano consigue resultados muy malos, luego de un arranque alentador con una victoria ante Independiente Rivadavia 3-1, concluye una primera ronda para el olvido con 2 victorias, 1 empate y 16 derrotas sobre 19 cotejos disputados. En el segundo tramo del campeonato los resultados no cambiarían y el club descendería de categoría varias fechas antes del final de la temporada, ocupando la última colocación con 6 victorias, 4 empates y 28 derrotas, con 34 goles a favor y 74 en contra.
Luego del descenso en los siguientes dos años, "El Tano" ocuparía el puesto 16 en la Tercera categoría. Estos flojos desempeños y la escasa cantidad de puntos acumulados, condenarían al club a jugarse la permanencia frente a Central Córdoba de Rosario en la promoción. Luego de igualar en Rosario 1-1 y perder en Ciudad Evita por 0-2, Sportivo Italiano bajaría un escalón a la cuarta división del fútbol argentino.
El 17 de mayo de 2014 se consagró campeón de la C, y logró el ascenso al Primera B Metropolitana tras vencer a Defensores Unidos de Zárate.
Tras 2 temporadas con una pobre imagen, el 8 de noviembre de 2015 vuelve a la Primera C, al caer derrotado por Atlanta 1-2 en Villa Crespo.
En la temporada 2016 de Primera C, Sportivo Italiano llega hasta la última fecha con chances de obtener el título, pero finaliza en la segunda posición detrás de Excursionistas, de forma que no logra el ascenso.
En la temporada 2016-17 el equipo no logra cumplir las expectativas y cierra su participación en dicha competición en el puesto 12 con 13 victorias, 9 igualdades y 16 derrotas, quedando muy lejos de la lucha por el ascenso.
La temporada 2017-18 sería la peor en su historia. Una vez concluido el certamen, Italiano ocupó el anteúltimo puesto en la tabla general, cosechando escasos 37 puntos en 38 partidos jugados. En la temporada 2018-19 se adjudica el puesto 11 en la tabla de posiciones anual, quedando un punto por debajo de Berazategui, último equipo en puestos de reducido por el ascenso, de esta manera Italiano no consigue ni siquiera pelear por el segundo ascenso por cuarto año consecutivo.
La temporada 2019-20 lo encuentra a Sportivo Italiano en la PC. Juega su primer partido como local ante Central Córdoba de Rosario con una victoria por 1x0., con el debut del conductor táctico Fabian Zermatten. La campaña presenta un tono irregular finalizando al cabo de la primera rueda en la posición 8. El conjunto de Cañuelas se adjudica esta ronda denominada Torneo Apertura. Italiano en 18 presentaciones obtiene 7 triunfos, 4 empates y 7 derrotas, marcando 17 goles y recibiendo 20.

### Torneo de Viareggio “Copa Carnevale” 1989
El paso del “Acia” por la Primera División en 1987 le permitió hacerse conocido en su madre patria. Esto le valió ser invitado al Torneo de Viareggio y participar de la “Coppa Carnevale”. Sucedió en enero de 1989, cuando el conjunto azzurro fue invitado a la edición número 41 del torneo internacional que se disputa en la ciudad de Viareggio, Italia. En dicho torneo participaron varios equipos italianos, así como también fueron invitadas instituciones de diferentes puntos del planeta. Los grupos eran integrados por los siguientes equipos:
Grupo 1
- Torino (Italia)
- Porto (Portugal)
- Parma (Italia)
- UNAM (México)

Grupo 2
- Milan (Italia)
- CSKA Sofía (Bulgaria)
- Napoli (Italia)
- Deportivo Italiano (Argentina)

Grupo 3
- Inter (Italia)
- Dukla Praga (Checoslovaquia)
- Roma (Italia)
- Aberdeen (Escocia)

Grupo 4
- Fiorentina (Italia)
- Stuttgart (Alemania)
- Lazio (Italia)
- FC Tokyo (Japón)

Para la cita, el técnico Osvaldo Crosta armó un equipo con lo mejor de la cantera del club, pero además fueron reforzados por varias promesas de los equipos de la Primera División Argentina que buscaban aprovechar este torneo para mostrarse en el país europeo. Entre los jugadores “foráneos” que defendieron la divisa azul se encontraban: Diego López Maradona (de Argentinos Juniors), Hugo Casajous y Osvaldo Rizzo (Aldosivi), Marcelo Pereira, y Darío Franco y Gabriel Batistuta (Newell's Old Boys). Nadie se dio cuenta del histórico momento, pero sería la presentación del "Batigol" en tierras italianas, donde luego triunfaría en Fiorentina y Roma. ¡Y vaya si se presentó! Con 3 tantos fue el goleador del equipo, que finalizó el torneo de forma invicta tras perder por penales y en semifinales con el Torino, que sería el campeón.
Al entonces “Deportivo” le tocó participar del “Girone B” que compartió con CSKA, Milán y Nápoli. El primer encuentro lo disputó contra el poderoso “Rossonero” milanés y logró un empate 0-0 ante un equipo que tenía varios jugadores que luego triunfaron en Italia. La segunda fecha fue ante el CSKA y allí los refuerzos de Italiano dijeron presente: triplete de Gabriel Batistuta y un tanto de Darío Franco para un contundente 4-0 ante los búlgaros. Napoli fue el último encuentro de la zona, en el que empató 0-0, lo que le valió la clasificación a los cuartos de final, donde se enfrentó al Torino.
Ante los turineses nuevamente fue empate sin goles, por lo que tuvo que definirse la clasificación por penales. Allí la suerte no estuvo del lado del equipo argentino, ya que su goleador Gabriel Batistuta marró su disparo e italiano quedó eliminado ante el conjunto que luego se coronaria campeón del torneo.
Este torneo quedó como uno de los hitos máximos del equipo de Ciudad Evita. Tal es así que una pintura del exgoleador de Newells, Fiorentina, Boca y la Selección Argentina adorna el ingreso al campo de juego del estadio “República de Italia”.

### Cambios de nombre
| Año  | Nombre                                        |
| ---- | --------------------------------------------- |
| 1955 | Associazione del Calcio Italiano in Argentina |
| 1978 | Club Deportivo Italiano                       |
| 2003 | Club Sportivo Italiano                        |

## Uniforme y colores
- Uniforme titular: Camiseta azul, pantalón y medias azules.
- Uniforme alternativo: Camiseta blanca, pantalón y medias blancas.

| Período       | Proveedor       |
| ------------- | --------------- |
| 1980-1982     | Texport         |
| 1983-2000     | Adidas          |
| 2000-2002     | Puma            |
| 2002-2003     | Sport 2000      |
| 2003-2004     | Sari            |
| 2005-2006     | Kalong          |
| 2006-2008     | Kappa           |
| 2008-2011     | Erreà           |
| 2012-2015     | Vi Sports       |
| 2016-2017     | Ansiada         |
| 2017-2019     | Il Ossso Sports |
| 2019-2020     | Giocatta        |
| 2020-presente | Vilter          |

| Período       | Proveedor                            |
| ------------- | ------------------------------------ |
| 1980-1986     | Alitalia                             |
| 1986-1988     | Fiat                                 |
| 1988-1990     | Klaukol                              |
| 1990-1991     | Calzados Adriano                     |
| 1991-1994     | Zanella                              |
| 1994-1995     | Testa Hermanos                       |
| 1995-1996     | Otranto                              |
| 1996-1998     | Cintoplom                            |
| 1998-2001     | Piero                                |
| 2001-2011     | Aspro GNC                            |
| 2012-2013     | Liderar Seguros                      |
| 2013-2014     | LHO                                  |
| 2014          | Taraborelli                          |
| 2014-2015     | Mutual AMEPA/Secco                   |
| 2016-2017     | Secco/Aberturas Miguel Molina        |
| 2017-2018     | Secco/Metalúrgica Melctor            |
| 2018-2019     | Cruceros Bayres/Aceitunas El Matucho |
| 2019-2020     | Príncipe de los Apóstoles Mate Gin   |
| 2020-2021     | Vermouth Giovannoni                  |
| 2021-presente | Laboratorios Lepetit                 |

## Clásicos y rivalidades

### Clásico de las colectividades
El Clásico rival histórico de Sportivo Italiano es Deportivo Español con el que se enfrenta en  el Clásico de las Colectividades.
En la máxima categoría del fútbol argentino se enfrentaron en dos oportunidades, ganando Deportivo Español los 2 partidos, en la temporada 1986/87.
- Historial general en partidos oficiales de todas las categorías:

| Partidos jugados | Ganados por Sportivo Italiano | Empates | Ganados por Deportivo Español |
| ---------------- | ----------------------------- | ------- | ----------------------------- |
| 57               | 20                            | 19      | 18                            |

- Jugaron 2 veces por Primera A (1986/87), 13 partidos por la Primera C (1973/74 y 2012/23), 18 por la vieja Primera B (1963-85) y 22 por la B Metropolitana (desde 1986).

### Otras rivalidades
Se considera un clásico rival a Deportivo Laferrere con el que comparten límites las localidades de ambos equipos Laferrere y Ciudad Evita siendo un cotejo de marcada enemistad. Sportivo Italiano también sostiene una muy fuerte rivalidad con  San Miguel debido a la antigua localización del club en Bella Vista que generó la antipatía con la institución de Los Polvorines.

## Jugadores

### Plantilla 1975
Defensores
Emanuel Rodrígo Mantovani ex Ituzaingo, Néstor Ezequiel Merzario: Inferiores, Aramis Serafini ex Alte. Brown
Mediocampistas
Maximiliano Nahuel Méndez: Inferiores, Nicolás Nobile: FC Midland/J.J. Urquiza, Killian Leonel Sueldo: Inferiores, Nicolás Emiliano Varela: Berazategui/All Boys, Darío Salina: Acasusso/Racing
Delanteros
Diego Germán Leguiza: V. Arenas/Acasusso, Joaquín Taborda: ex Alte. Brown, Nicolás Alberto Zalazar, Pablo Medina: Inferiores,  
Bajas
Bruno Centeno a Deportivo Maldonado; Carlos José Kletnicki a Villa Dalmine; Pedro Durante a Berazategui; Leandro Icazatti y Máximiliano David Montenegro a Liniers; Luis Soria y Mauro Scatularo: retiro; Juan Manuel Sosa y Lucas Vico a San Martín de Burzaco;

## Datos del club

### Temporadas
- Temporadas en Primera División: 1 (1986/87)
- Temporadas en Segunda División: 29
  - Temporadas en Primera B Nacional: 11 (1987/88-1994/95, 1996/97-1997/98 y 2009/10)
  - Temporadas en Primera B: 18 (1963-1968 y 1975-1986)
- Temporadas en Tercera División: 25
  - Temporadas en Primera B Metropolitana: 17 (1995/96, 1998/99-2008/09, 2010/11-2011/12 y 2014-2015, 2024)
  - Temporadas en Primera C: 8 (1961-1962, 1969-1974)
- Temporadas en Cuarta División: 11
  - Temporadas en Primera C: 9 (2012/13-2013/14, 2016-2023)
  - Temporadas en Primera D: 2 (1959-1960)

## Palmarés

### Torneos nacionales
- Primera B (2): 1995/96, 2008/09
- Primera C (3): 1962, 1974, 2013/14
- Primera D (1): 1960
- Subcampeón de la Primera B (1): 1979
- Subcampeón de la Primera C (1): 2016

### Copas amistosas nacionales
- Pentagonal de la Primera B: 1964
- Copa Dos Penínsulas (7): 1965, 1970, 1972, 1982, 2003, 2008 en dos oportunidades; la segunda compartida con Social Español
- Copa Ansiada: 2017
- Copa Vilter: 2021

## Goleadas

### A favor
- En Primera A: No registra
- En el Nacional B: 5-0 a All Boys en 1993
- En Primera B: 8-2 a Berazategui en 2001
- En Primera C: 8-0 a Justo José de Urquiza en 1973
- En Primera D: 12-1 a Estudiantil Porteño en 1960

### En contra
- En Primera A: 0-4 vs Argentinos Juniors en 1987
- En Primera B: 0-4 vs Talleres (RdE) en 1984
- En Primera B: 2-7 vs Excursionistas en 1967
- En Primera C: 1-5 vs Club Comunicaciones en 1969, Club Atlético Central Córdoba en 1970 y Leandro N. Alem en 2018
- En Primera D: 2-6 vs Macabi en 1959